# 次世代ワールドホビーフェア
次世代ワールドホビーフェア（じせだいワールドホビーフェア）とは、小学館キャラクター事業センターなど小学館グループが主催で1994年より毎年夏と年末および年始に開催されていたテレビゲームと玩具のイベントである。
略称はワールドホビーフェア、次世代WHF、WHF、ワーホビ。
なお、かつて同じ略称（WHF）で開催されていたガレージキット展示即売会のワールドホビーフェスティバルとは無関係である。

## 概要
コロコロまんがまつりの後身イベントで、夏は主に東京（東京と称するが、千葉の幕張メッセの場合が多い）で行い、年始は第7回以降、主に東京・大阪・名古屋・福岡で行っている（他に、数年に1度のペースで札幌でも夏に行われることがある）。また年始での東京大会は主に千葉の幕張メッセで2日間行い、それ以外の大会では各地のドーム球場で1日だけ行っている。冬での開催は稀に年末に行われていたこともあったが、最近では年始に開催されている。
なお'20夏は新型コロナウイルス感染拡大の影響で中止。'21冬は史上初のオンラインで開催されたが、それ以降、開催されていない。
2022年11月、小学館 コロコロ編集部主催で「コロコロ魂フェスティバル」が東京・亀有で開催。2023年6月には、東京おもちゃショー（会場：東京ビッグサイト）と同時開催されており、コロフェスが事実上の後身イベントとなっている。

### 展示など
多数の有名企業のテレビゲーム・玩具がブースごとに分かれて展示・体験や商品を購入することができ（販促として商品やグッズが無料で配布されるケースもある）、各ブースではステージもある。小学館自身も「主催者ブース」として自社発行雑誌・漫画作品の紹介を行っている。
また、ブース外にあるステージではテレビ東京系列（TXN）で放送されている『おはスタ』の公開録画も行っている。東京大会のおはスタステージはかつては4回に分けて収録され、この模様は翌週の月曜日 - 木曜日までにかけてスーパーライブの時間に放送されていた。

## 開催一覧
| 回数   | 開催日 | 会場             | 会場             | 会場               | 会場                    | 会場       |
| 回数   | 開催日 | 東京大会         | 大阪大会         | 名古屋大会         | 福岡大会                | 札幌大会   |
| ------ | --- | ---------------- | ---------------- | ------------------ | ----------------------- | ---------- |
| 第1回  | 1994年12月26日 - 27日                                                                                                | 大森ベルポート   | ---              | ---                | ---                     | ---        |
| 第2回  | 1995年5月27日 - 28日                                                                                                 | 大森ベルポート   | ---              | ---                | ---                     | ---        |
| 第3回  | 1996年1月13日 - 14日                                                                                                 | 大森ベルポート   | ---              | ---                | ---                     | ---        |
| 第4回  | 1996年8月23日 - 24日                                                                                                 | 東京ビッグサイト | ---              | ---                | ---                     | ---        |
| 第5回  | 1997年1月12日 - 13日                                                                                                 | 東京ビッグサイト | ---              | ---                | ---                     | ---        |
| 第6回  | 1997年6月14日 - 15日                                                                                                 | 幕張メッセ       | ---              | ---                | ---                     | ---        |
| 第7回  | 1997年12月7日（福岡） 1998年1月10日 - 11日（東京） 1998年2月1日（大阪） 1998年2月8日（札幌） 1998年2月15日（名古屋） | 幕張メッセ       | 大阪ドーム       | ナゴヤドーム       | 福岡ドーム              | つどーむ   |
| 第8回  | 1998年6月12日 - 13日                                                                                                 | 幕張メッセ       | ---              | ---                | ---                     | ---        |
| 第9回  | 1998年12月12日 - 13日（大阪） 1998年12月20日（福岡） 1999年1月23日 - 24日（東京） 1999年2月14日（名古屋）            | 幕張メッセ       | 大阪ドーム       | ナゴヤドーム       | 福岡ドーム              | ---        |
| 第10回 | 1999年6月12日 - 13日                                                                                                 | 幕張メッセ       | ---              | ---                | ---                     | ---        |
| 第11回 | 2000年1月9日（名古屋） 2000年1月16日（福岡） 2000年1月22日 - 23日（東京） 2000年1月30日（大阪）                      | 幕張メッセ       | 大阪ドーム       | ポートメッセなごや | 福岡ドーム              | ---        |
| 第12回 | 2000年6月24日 - 25日                                                                                                 | 幕張メッセ       | ---              | ---                | ---                     | ---        |
| 第13回 | 2001年1月13日 - 14日（東京） 2001年1月21日（福岡） 2001年1月28日（大阪） 2001年2月4日（名古屋）                      | 東京ビッグサイト | 大阪ドーム       | ナゴヤドーム       | 福岡ドーム              | ---        |
| 第14回 | 2001年6月23日 - 24日                                                                                                 | 幕張メッセ       | ---              | ---                | ---                     | ---        |
| 第15回 | 2002年1月20日（大阪） 2002年1月26日 - 27日（東京） 2002年2月3日（名古屋） 2002年2月10日（福岡）                      | 幕張メッセ       | 大阪ドーム       | ナゴヤドーム       | 福岡ドーム              | ---        |
| 第16回 | 2002年7月13日 - 14日                                                                                                 | 幕張メッセ       | ---              | ---                | ---                     | ---        |
| 第17回 | 2003年1月19日（大阪） 2003年1月25日 - 26日（東京） 2003年2月2日（名古屋） 2003年2月9日（福岡）                       | 幕張メッセ       | 大阪ドーム       | ナゴヤドーム       | 福岡ドーム              | ---        |
| 第18回 | 2003年6月21日 - 22日                                                                                                 | 幕張メッセ       | ---              | ---                | ---                     | ---        |
| 第19回 | 2004年1月18日（大阪） 2004年1月24日 - 25日（東京） 2004年2月1日（名古屋） 2004年2月8日（福岡）                       | 幕張メッセ       | 大阪ドーム       | ナゴヤドーム       | 福岡ドーム              | ---        |
| 第20回 | 2004年6月19日 - 20日（東京） 2004年6月27日（札幌）                                                                   | 幕張メッセ       | ---              | ---                | ---                     | 札幌ドーム |
| 第21回 | 2005年1月16日（大阪） 2005年1月22日 - 23日（東京） 2005年1月30日（名古屋） 2005年2月6日（福岡）                      | 幕張メッセ       | 大阪ドーム       | ポートメッセなごや | 福岡 Yahoo! JAPANドーム | ---        |
| 第22回 | 2005年6月25日 - 26日                                                                                                 | 幕張メッセ       | ---              | ---                | ---                     | ---        |
| 第23回 | 2006年1月15日（大阪） 2006年1月21日 - 22日（東京） 2006年1月29日（名古屋） 2006年2月5日（福岡）                      | 幕張メッセ       | 大阪ドーム       | ナゴヤドーム       | 福岡 Yahoo! JAPANドーム | ---        |
| 第24回 | 2006年6月17日 - 18日（東京） 2006年6月25日（札幌）                                                                   | 幕張メッセ       | ---              | ---                | ---                     | 札幌ドーム |
| 第25回 | 2007年1月14日（大阪） 2007年1月20日 - 21日（東京） 2007年1月28日（名古屋） 2007年2月4日（福岡）                      | 幕張メッセ       | 京セラドーム大阪 | ナゴヤドーム       | 福岡 Yahoo! JAPANドーム | ---        |
| 第26回 | 2007年6月23日 - 24日                                                                                                 | 幕張メッセ       | ---              | ---                | ---                     | ---        |
| 第27回 | 2008年1月13日（大阪） 2008年1月19日 - 20日（東京） 2008年1月27日（名古屋） 2008年2月3日（福岡）                      | 幕張メッセ       | 京セラドーム大阪 | ナゴヤドーム       | 福岡 Yahoo! JAPANドーム | ---        |
| 第28回 | 2008年7月12日 - 13日（東京） 2008年7月21日（札幌）                                                                   | 幕張メッセ       | ---              | ---                | ---                     | 札幌ドーム |
| 第29回 | 2009年1月18日（大阪） 2009年1月24日 - 25日（東京） 2009年2月1日（名古屋） 2009年2月8日（福岡）                       | 幕張メッセ       | 京セラドーム大阪 | ナゴヤドーム       | 福岡 Yahoo! JAPANドーム | ---        |
| 第30回 | 2009年6月20日 - 21日                                                                                                 | 幕張メッセ       | ---              | ---                | ---                     | ---        |
| 第31回 | 2010年1月17日（大阪） 2010年1月23日 - 24日（東京） 2010年1月31日（名古屋） 2010年2月7日（福岡）                      | 幕張メッセ       | 京セラドーム大阪 | ナゴヤドーム       | 福岡 Yahoo! JAPANドーム | ---        |
| 第32回 | 2010年6月19日 - 20日                                                                                                 | 幕張メッセ       | ---              | ---                | ---                     | ---        |
| 第33回 | 2011年1月16日（大阪） 2011年1月22日 - 23日（東京） 2011年1月30日（名古屋） 2011年2月6日（福岡）                      | 幕張メッセ       | 京セラドーム大阪 | ナゴヤドーム       | 福岡 Yahoo! JAPANドーム | ---        |
| 第34回 | 2011年7月2日 - 3日（東京） 2011年7月10日（札幌）                                                                     | 幕張メッセ       | ---              | ---                | ---                     | 札幌ドーム |
| 第35回 | 2012年1月15日（大阪） 2012年1月21日 - 22日（東京） 2012年1月29日（名古屋） 2012年2月5日（福岡）                      | 幕張メッセ       | 京セラドーム大阪 | ナゴヤドーム       | 福岡 Yahoo! JAPANドーム | ---        |
| 第36回 | 2012年6月30日 - 7月1日                                                                                               | 幕張メッセ       | ---              | ---                | ---                     | ---        |
| 第37回 | 2013年1月20日（名古屋） 2013年1月26日 - 27日（東京） 2013年2月3日（福岡） 2013年2月10日（大阪）                      | 幕張メッセ       | 京セラドーム大阪 | ナゴヤドーム       | 福岡 ヤフオク!ドーム    | ---        |
| 第38回 | 2013年6月29日 - 30日                                                                                                 | 幕張メッセ       | ---              | ---                | ---                     | ---        |
| 第39回 | 2014年1月19日（名古屋） 2014年1月25日 - 26日（東京） 2014年2月2日（福岡） 2014年2月9日（大阪）                       | 幕張メッセ       | 京セラドーム大阪 | ナゴヤドーム       | 福岡 ヤフオク!ドーム    | ---        |
| 第40回 | 2014年6月28日 - 29日                                                                                                 | 幕張メッセ       | ---              | ---                | ---                     | ---        |
| 第41回 | 2015年1月18日（名古屋） 2015年1月24日 - 25日（東京） 2015年2月1日（福岡） 2015年2月8日（大阪）                       | 幕張メッセ       | 京セラドーム大阪 | ナゴヤドーム       | 福岡 ヤフオク!ドーム    | ---        |
| 第42回 | 2015年6月27日 - 28日                                                                                                 | 幕張メッセ       | ---              | ---                | ---                     | ---        |
| 第43回 | 2016年1月23日 - 24日（東京） 2016年1月31日（名古屋） 2016年2月7日（大阪） 2016年2月14日（福岡）                      | 幕張メッセ       | 京セラドーム大阪 | ナゴヤドーム       | 福岡 ヤフオク!ドーム    | ---        |
| 第44回 | 2016年6月25日 - 26日                                                                                                 | 幕張メッセ       | ---              | ---                | ---                     | ---        |
| 第45回 | 2017年1月22日（名古屋） 2017年1月28日 - 29日（東京） 2017年2月5日（大阪） 2017年2月12日（福岡）                      | 幕張メッセ       | 京セラドーム大阪 | ナゴヤドーム       | 福岡 ヤフオク!ドーム    | ---        |
| 第46回 | 2017年6月24日 - 25日                                                                                                 | 幕張メッセ       | ---              | ---                | ---                     | ---        |
| 第47回 | 2018年1月21日（名古屋） 2018年1月27日 - 28日（東京） 2018年2月4日（福岡） 2018年2月11日（大阪）                      | 幕張メッセ       | 京セラドーム大阪 | ナゴヤドーム       | 福岡 ヤフオク!ドーム    | ---        |
| 第48回 | 2018年6月23日 - 24日                                                                                                 | 幕張メッセ       | ---              | ---                | ---                     | ---        |
| 第49回 | 2019年1月19日 - 20日（名古屋） 2019年1月26日 - 27日（東京） 2019年2月17日（大阪）                                    | 幕張メッセ       | 京セラドーム大阪 | ナゴヤドーム       | ---                     | ---        |
| 第50回 | 2019年6月29日 - 30日                                                                                                 | 幕張メッセ       | ---              | ---                | ---                     | ---        |
| 第51回 | 2020年1月19日 （名古屋） 2020年1月25日 - 26日（東京） 2020年2月2日（福岡） 2020年2月9日（大阪）                      | 幕張メッセ       | 京セラドーム大阪 | ナゴヤドーム       | 福岡 ヤフオク!ドーム    | ---        |

## 参加企業

### 漫画・アニメ企業
- 小学館 - ワールドホビーフェアの開催企業。
主に漫画を展示。発行している漫画雑誌の展示やキャラクターショー、連載作家のサイン会などのイベントがある。
  - コロコロコミック
  - ぷっちぐみ
  - ちゃお
  - 週刊少年サンデー
  - 小学館の学習雑誌
- キッズステーション - アニメの情報と漫画の情報。

### 玩具・グッズ企業
- エンスカイ - 小学館系作品のキャラクターグッズの展示・販売。
- エポック社 - 『シルバニアファミリー』の展示。
- コスパ - Tシャツなど、小学館系作品のアパレル商品やグッズの販売。
- ショウワノート - ノートの展示や販売。
- セガトイズ - 『爆丸』をはじめとする玩具等の展示や販売。
- タカラトミー - 『ゾイド』シリーズや『デュエル・マスターズ』シリーズ等の展示。
- タミヤ - 『ミニ四駆』の展示や販売、レースの主催。
- バンダイ - 食玩をはじめ『妖怪ウォッチ』の関連おもちゃなどの展示・販売。データカードダスのフリープレイコーナーもある。
- バンプレスト - ぬいぐるみの展示や販売、クレーンゲームブースの設置。
- ムービック - 小学館系作品のキャラクターグッズの展示・販売。
- ブシロード - カードゲーム『フューチャーカード バディファイト』の展示・販売。対戦大会も行っている。

### ゲーム企業
- ソニー・インタラクティブエンタテインメント - PlayStation 4関連のファミリー向けゲームの展示・体験や『Minecraft』実況の収録放送などのイベント開催。
- 任天堂 - Nintendo Switch関連のゲームを展示。
- バンダイナムコエンターテインメント - Nintendo Switch関連のゲームや子供向けアーケードゲームを展示。
- ポケモン - 『ポケットモンスター』シリーズの展示。
- レベルファイブ - 『妖怪ウォッチ』シリーズといった自社ゲームソフトの体験プレイや展示。